# Chonopla modulata
Chonopla modulata är en fjärilsart som beskrevs av Swinhoe 1890. Chonopla modulata ingår i släktet Chonopla och familjen ädelspinnare. Inga underarter finns listade i Catalogue of Life.